# Počenice-Tetětice
Počenice-Tetětice – gmina w Czechach, w powiecie Kromieryż, w kraju zlińskim. Według danych z dnia 1 stycznia 2012 liczyła 765 mieszkańców.
Składa się z dwóch części:
- Počenice
- Tetětice